# Halipteridae
Halipteridae is een familie van neteldieren uit de klasse van de Anthozoa (Bloemdieren).

## Geslacht
- Halipteris Kölliker, 1880